# Kojo Annan
Kojo Annan (29. červenec 1973, Ženeva, Švýcarsko) je syn bývalého generálního tajemníka OSN Kofi Annana. Kojo Annan a jeho vlastní sestra Ama Annan pocházejí z prvního manželství Kofi Annana s Titi Alakij z Nigérie. V lednu 2005 se v novinách Sunday Times přiznal k účasti ve skandálu OSN „Ropa za potraviny“, o jedenáct měsíců později prohlásil, že nyní "zcela souhlasí, že jeho činy v souvislosti s touto kauzou byly nesprávné. "
V letech 1995 až 1997 pracoval v západní Africe ve švýcarské inspekční společnosti Cotecna, poté jako marketingový konzultant pro tuto společnost.
V září 1998 se setkal s několika hlavami států a ministrů vlád při zahájení zasedání Valného shromáždění OSN. V prosinci společnost Cotecna vyhrála 4,8 milionu dolarů v kontraktu Ropa za potraviny. Kofi Annan a společnost Cotecna však popřeli, že by mladší Annan byl zapojen do této kauzy. Tvrdil také, že se od společnosti Cotecna distancoval již v roce 1998, nicméně Kojo nadále pracoval ve společnosti až do února roku 2004.
13. prosince 2004 prohlásil, že zájem výboru Kongresu USA o tuto kauzu byl "od prvního okamžiku součástí širšího republikánského politického programu."

## Osobní život
Vystudoval univerzitu Rydal Preparatory School ve Walesu a Rendcomb College v Anglii, kde vynikal jako vynikající hráč ragby, a nakonec vystudoval anglickou Keele University.